# 쿠키런
《쿠키런》(영어: Cookie Run)은 데브시스터즈에서 제작, 모바일용으로 출시한 비디오 게임 시리즈다.

## 시리즈

### 본편

#### 오븐브레이크
2009년 6월 12일 출시.

#### 오븐브레이크 2
2012년 12월 출시. 《쿠키런》의 전신이 된 게임이다.

#### 쿠키런
2013년 4월 2일 카카오톡 버전으로 출시되었다. 2014년 1월 23일 라인 버전도 출시되었으나 2018년 6월 5일에 서비스 종료되었다. QQ 버전은 2015년 1월 24일에 서비스 종료되었다.

#### 쿠키런: 오븐브레이크
2016년 10월 27일 출시된 쿠키런의 리부트작.

### 스핀오프

#### 쿠키런 문질문질
2014년 4월 26일 출시된 퍼즐 게임. 2016년 6월 30일에 서비스 종료되었다.

#### 쿠키워즈
2018년 8월 23일 출시된 좀비 아포칼립스 테마의 디펜스 게임으로, 오름랩스와의 협업으로 제작되었다. 그러나 출시 이후 오름랩스의 부도로 인해 업데이트가 중단되었고, 2020년 5월 15일에 서비스 종료되었다.

#### 쿠키런: 퍼즐 월드
2020년 1월 16일 출시한 매치 게임으로, 젤리팝게임즈와의 협업으로 제작되었다. 2020년 7월 30일에 《안녕! 용감한 쿠키들》에서 《쿠키런: 퍼즐 월드》로 이름이 바뀌었다.

#### 쿠키런: 킹덤
2021년 1월 21일 출시된 수집형 롤플레잉 게임.

#### 쿠키런: 마녀의 성
2024년 3월 15일 출시된 퍼즐 게임.

#### 쿠키런: 모험의 탑
2024년 6월 26일 출시된 3D 액션 게임.